# Robert Fremr

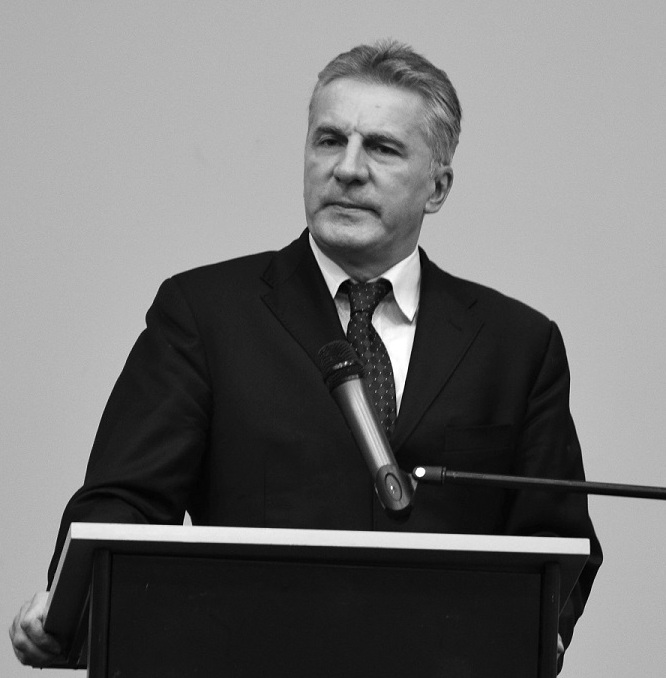
Robert Fremr (2013)

Robert Fremr (* 8. November 1957) ist ein tschechischer Jurist, von 2018 bis 2021 Vizepräsident des Internationalen Strafgerichtshofs.

## Leben
Von 1976 bis 1980 studierte Fremr an der Karls-Universität in Prag und erwarb im Jahr 1981 seinen Doktor der Rechtswissenschaften. Er wurde 1983 zum Amtsrichter und 1986 zum Berufungsrichter ernannt. Im Jahr 1999 lud die Eisenhower Fellowships Robert Fremr als tschechischen Repräsentanten ein. Von 1989 bis 2003 war er Richter am Obergericht in Prag. Von 2004 bis 2005 und von 2009 bis 2010 war er Richter des Obersten Gerichtshofs der Tschechischen Republik; von 2006 bis 2008 und von 2010 bis 2011 war er Richter am Internationalen Strafgerichtshof für Ruanda. Am 13. Dezember 2011 wurde er im zweiten Wahlgang zum Richter des Internationalen Strafgerichtshofs gewählt.

## Diskurs
Im Jahr 2023 kandidiert Fremr für ein Mandat als Richter des Tschechischen Verfassungsgerichtes. Als im Vorfeld der Ernennung bekannt wurde, dass er vor 1989 Regimegegner verurteilt hatte, zog er seine Kandidatur im August 2023 zurück.